# Герцог де Вилькье
Герцог де Вилькье (фр. duc de Villequier) — французский дворянский титул.

## История
Барония Вилькье в Пикардии перешла в дом Омонов благодаря браку Шарлотты-Катрин де Вилькье, дочери Рене де Вилькье, с Жаком д’Омоном, парижским прево.
Начиная с маршала Франции Антуана д’Омона маркизами де Вилькье титуловались старшие сыновья и наследники титула герцога д’Омона.
Жалованной грамотой Людовика XV от января 1759 барония Вилькье была возведена в ранг герцогства для Луи-Александра-Селеста, младшего сына герцога Луи-Мари-Огюстена д’Омона. Пожалование было утверждено Парламентом в 1774 году.
Титул герцога де Вилькье прекратил существование с пресечением дома Омонов.

## Герцоги де Вилькье
- 1759—1814 — Луи-Александр-Селест д’Омон
- 1814—1831 — Луи-Мари-Селест д’Омон, сын предыдущего
- 1831—1848 — Адольф-Анри-Эмери д’Омон, сын предыдущего
- 1848—1888 — Луи-Мари-Жозеф д’Омон, сын предыдущего